# Rot
För andra betydelser, se Rot (olika betydelser).

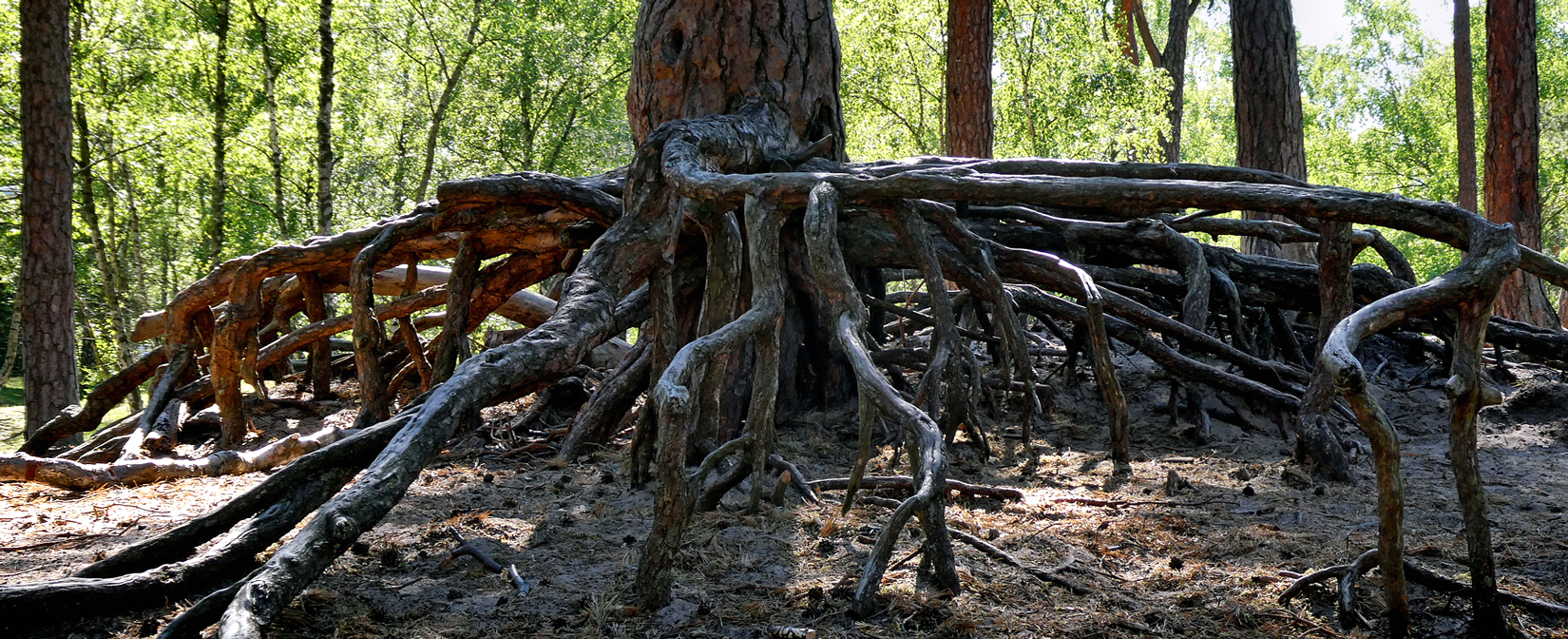
Rötter på en gammal tall i Ystads Sandskog 2020

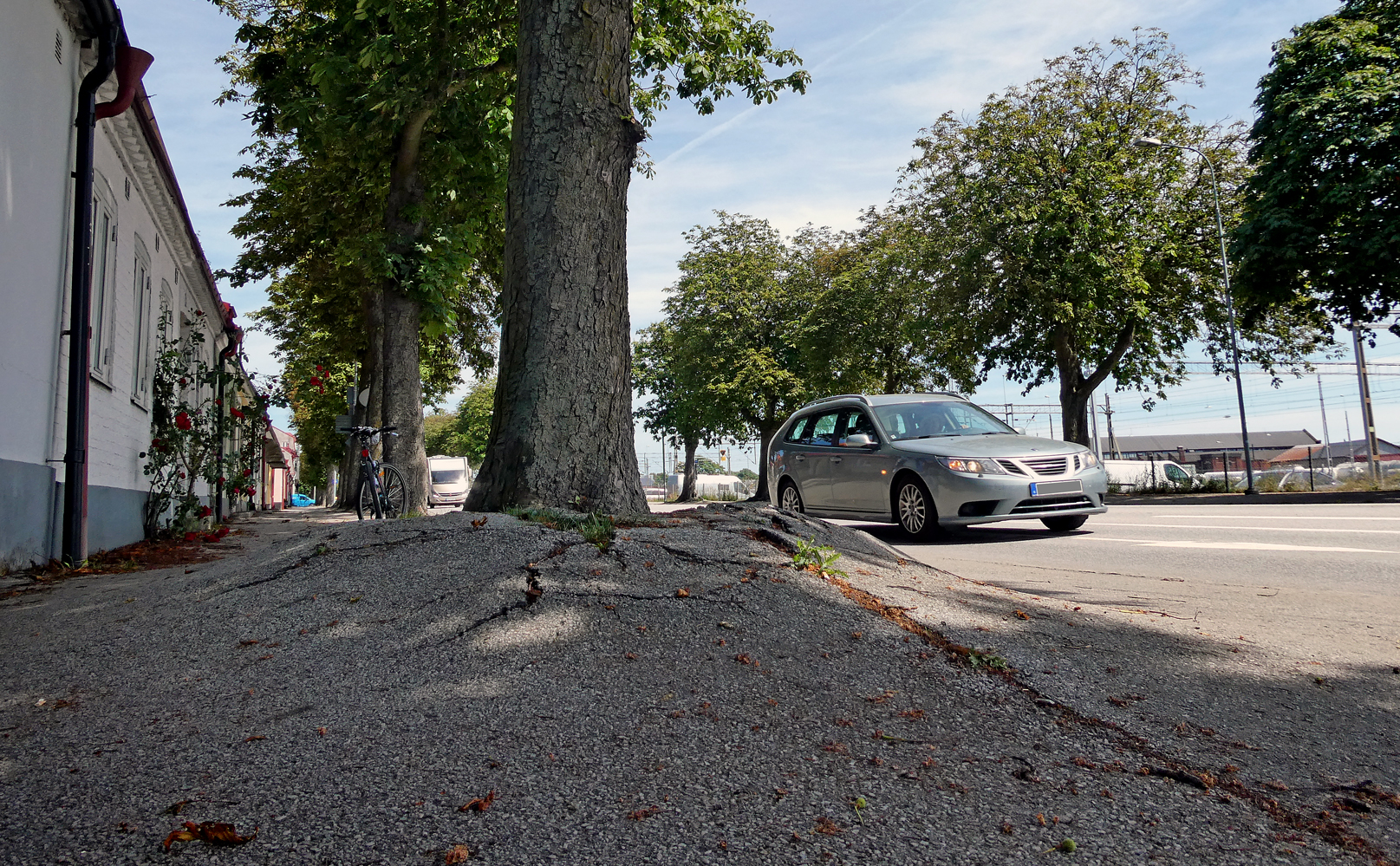
Kraften i växande rötter kan vara mycket hög, på bilden har en Hästkastanjs rötter spräckt asfalten på en gångbana och runt stammen höjt den ca 40 cm.

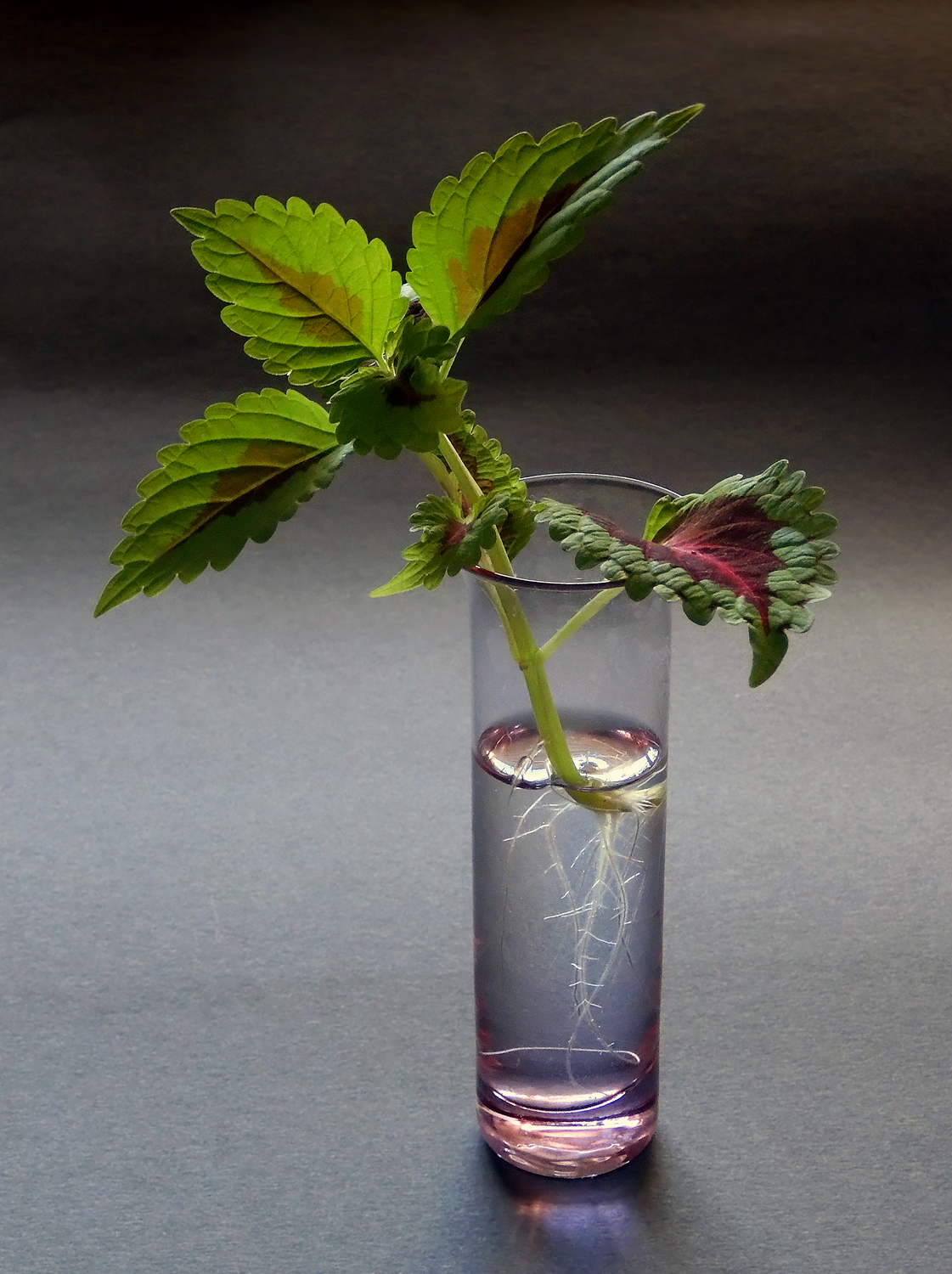
Rötter på ett Palettblad.

Rot kallas den del av en växt som förankrar växten till marken. Förutom att ge växten stadga fungerar rötterna även som upptagare av markvatten och växtnäringsämnen ur jorden. Vissa växter har även så kallade luftrötter (se lianer). Hos tvåhjärtbladiga växter består rotsystemet av en huvudrot (pålrot) med sidorötter. Ytterst på de unga rötterna finns rothår som är encelliga och tunna. Hos enhjärtbladiga växter består rotsystemet av serier birötter.
Via fotosyntesen kan många växter i sitt rotsystem lagra bland annat energirika föreningar eller vatten för framtida behov. Genom att skjuta rotskott kan vissa växter utnyttja rötterna för sin förökning. Hos vissa växter lever rötterna i symbios med en svamp, så kallad mykorrhiza (svamprot), som hjälper växten att utvinna växtnäring ur marken samtidigt som svampen i sin tur i många fall kan utnyttja en del av den energirika näringen i roten.
Eftersom rötter innehåller energirik näring fungerar de även som föda åt vissa djur, såsom vattensork och åkersork.
Rötter av olika träd, till exempel gran och björk, kan användas för flätning av exempelvis korgar.

## Rotens uppbyggnad och funktion
Hos fröväxterna finns som regel ett rotanlag redan i fröets embryo. Nya rötter bildas dels genom förgrening av den primära rot som utvecklas ur rotanlaget, dels som så kallade adventivrötter från stammen.
En rots tillväxt sker genom celldelningar och cellförstoringar nära rotspetsen, i det så kallade apikala meristemet. Hos de tvåhjärtbladiga växterna och barrträden kan roten tillväxa i tjocklek genom ytterligare celldelningar i de äldre delarna längre bak. 
Celldelningar i rotens apikala meristem ger upphov dels till rotens beständiga vävnader, dels till den så kallade rotmössan. Rotmössan bildas framför meristemet (i rotens tillväxtriktning) och utgör alltså rotens yttersta spets. Den utgör ett skydd för de ömtåliga meristemcellerna då dessa vid tillväxten rör sig framåt genom jorden; den nöts hela tiden av och förnyas från meristemet. De avslitna cellerna från rotmössan, liksom andra döda rotceller, ger näring åt bakterier och svampar i rhizosfären, jordskiktet närmast runt roten. Dessa mikroorganismer har i sin tur betydelse för rotens näringsupptagning. Ibland bildar svampar ett mer intimt symbiosförhållande med roten, mykorrhiza.
De celler som från det apikala meristemet avsätts bakåt i roten ger upphov till olika vävnader: i centrum ledningsvävnader (floem), som leder organiska fotosyntesprodukter från bladen mot den växande rotspetsen, och xylem, som leder vatten och näringsämnen från jorden upp genom roten, vidare grundvävnad av parenkymceller med syntes- och lagringsfunktion, och ytterst ett slags hudskikt, epidermis. En del celler i epidermislagret, som normalt utgörs av ett enda cellskikt, bildar långa utskott, rothår, som ökar rotens vatten- och näringsupptagande yta mot jorden.
Som exempel på den senares dimensioner kan nämnas, att rötter och rothår hos en fyra månader gammal rågplanta har en sammanlagd yta av flera hundra kvadratmeter och en sammanlagd längd som överstiger avståndet mellan nordpolen och ekvatorn. Den stora kontaktytan mot miljön, som också utmärker växtens ljus- och koldioxidupptagande överjordiska delar, är växtens alternativ till djurens förmåga till aktiv rörelse och deras uppsökande av koncentrerad näring.

## Rotdjup
Rotdjupet är det största djup som en grödas rötter når ned till. Rotdjupet räknas från markytan. Rotdjupet är nära förknippat med rotzonen.
Rotdjupet är generellt högst på leror med god markstruktur samt grovmojordar. På sandjordar är rotdjupet begränsat av starkt mekaniskt motstånd (så kallat penetreringsmotstånd).

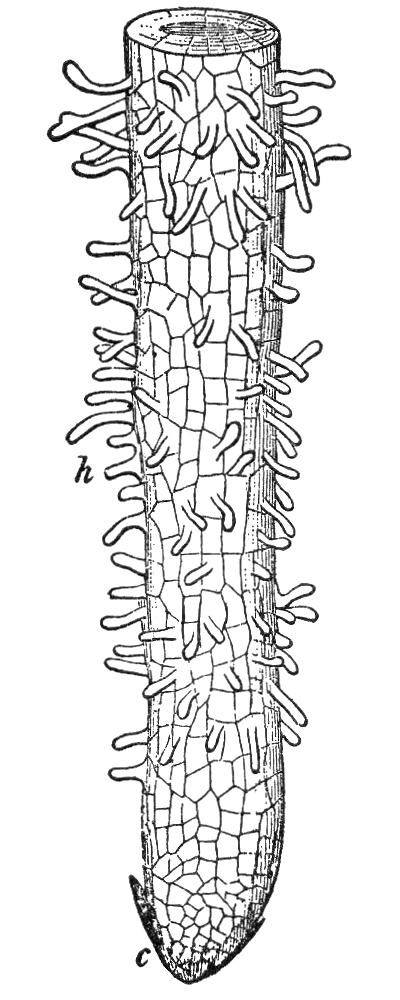
Rotspets med encelliga rothår och rotmössa.
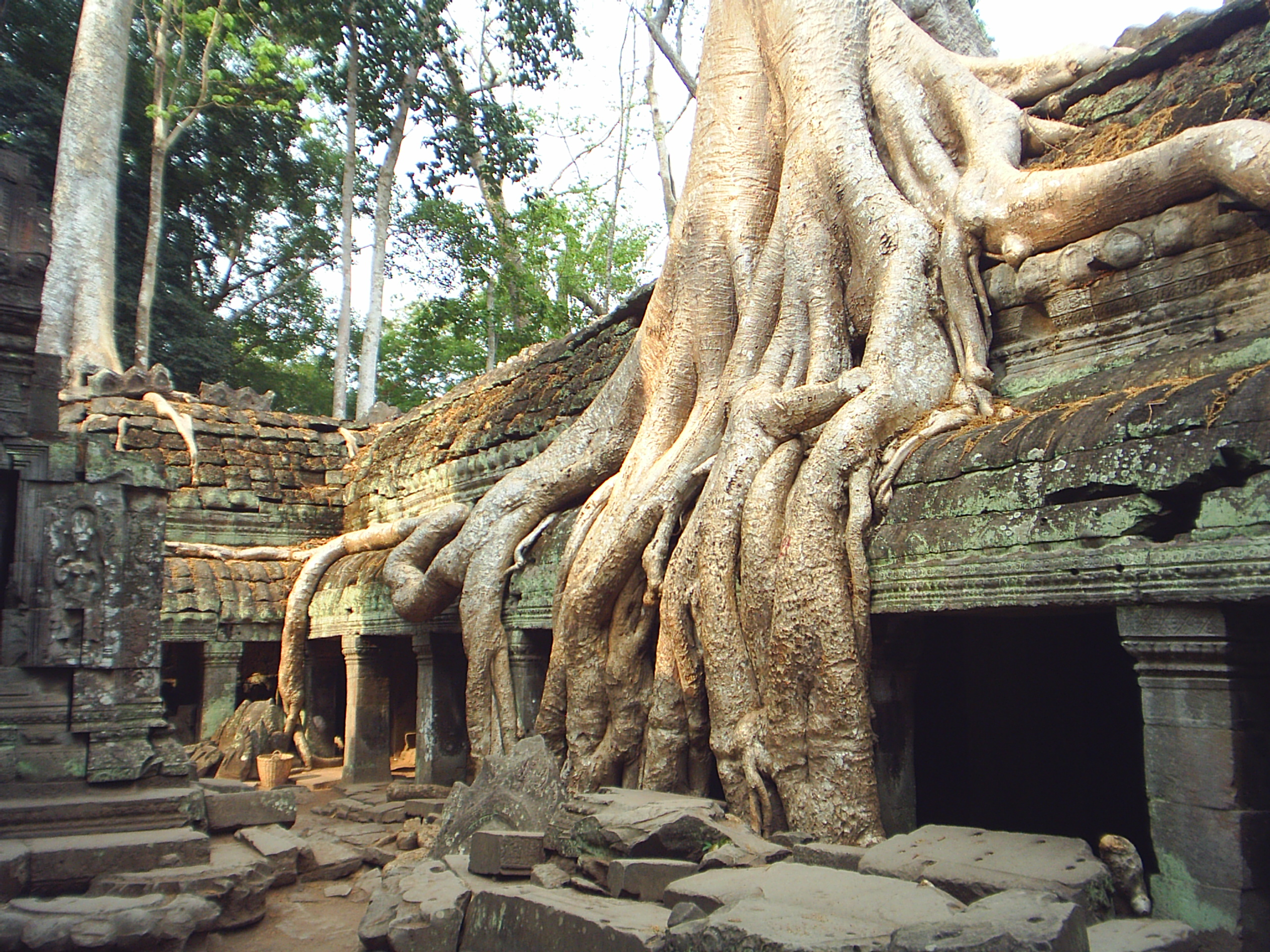
Trädrötter i tempelruinen Ta Prohm i Angkor i Kambodja.
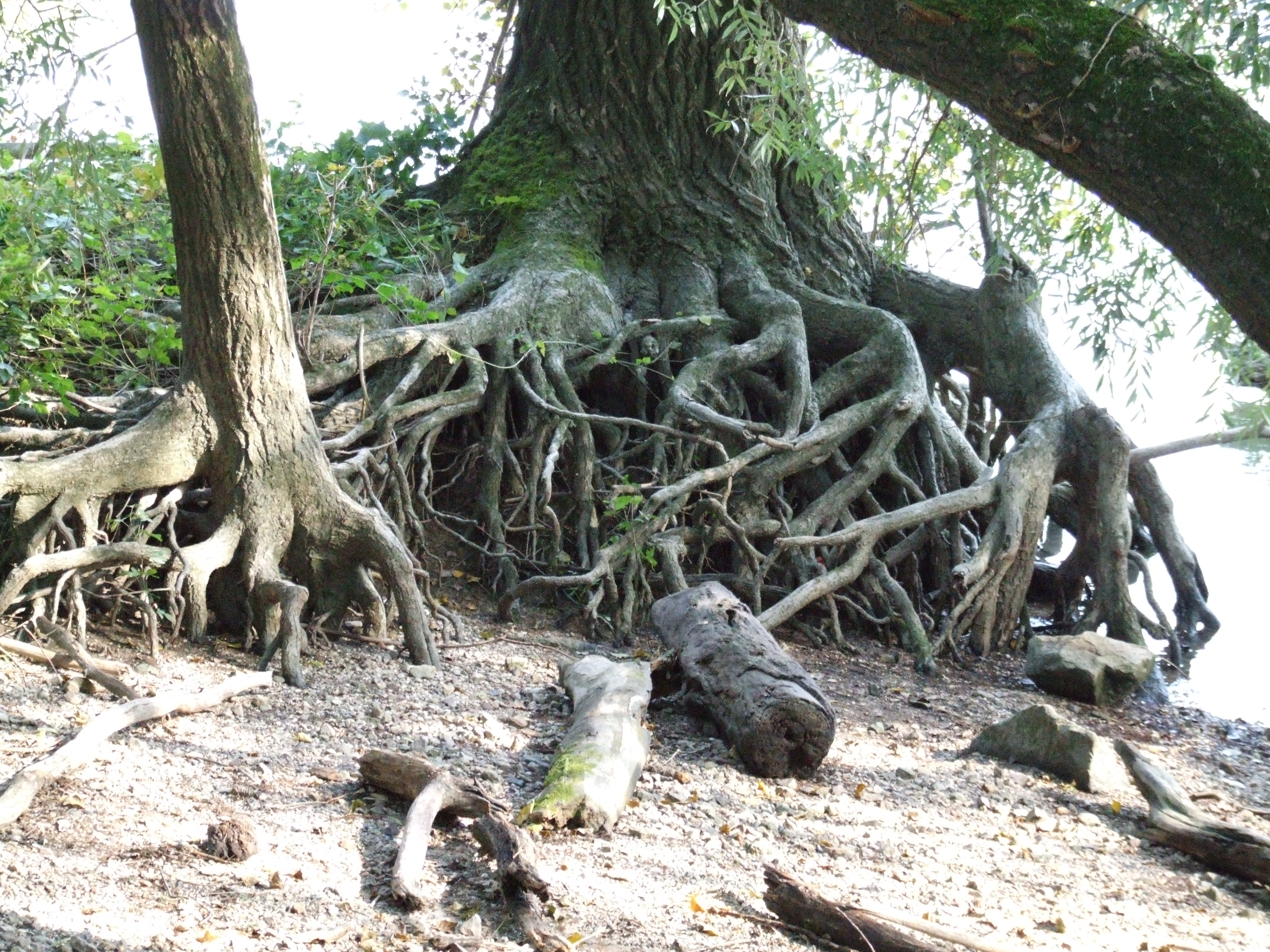
Rötter.
Rotens anatomi i tvärsnitt.